# Église Saint-Jacques-le-Majeur de Montrouge
Pour les articles homonymes, voir Église Saint-Jacques-le-Majeur.
L’église Saint-Jacques-le-Majeur de Montrouge est d'une part un édifice du patrimoine de Montrouge, commune française de la région Île-de-France et d'autre part un des trois lieux de cultes de la paroisse Sainte Joséphine-Bakhita de Montrouge, l'une des 81 paroisses des Hauts-de-Seine.
L'édifice est inscrit à l'inventaire des monuments historiques.

## Édifice

### Historique
Une première église paroissiale aurait existé au XIIIe siècle. Une mention de l'église existe au XIVe siècle, puis sous François Ier qui la fait restaurer en 1533. Mais les réparations ne suffisent pas et il faut la reconstruire en 1700 ; après s'être appelée Saint-Jacques-le-Mineur et Saint-Christophe, on donne à la nouvelle église le nom de Saint-Jacques-le-Majeur.
De nouveau reconstruite entre 1823 et 1828 par l'architecte Simon Vallot, elle  est démolie car trop petite. Elle était par ailleurs frappée d'un arrêté d'alignement de façon à permettre la construction du carrefour à la jonction de la Grande-Rue et de l'avenue de la République.
Cette église a été reconstruite, sur les plans de l'architecte Éric Bagge, entre 1934 et 1940 grâce à l'Œuvre des Chantiers du Cardinal, association créée en 1931 par le cardinal Verdier pour promouvoir la construction et l'entretien des églises catholiques de Paris et de la région parisienne. Bien que le bâtiment ait été construit après la loi de séparation des Églises et de l'État de 1905, cette église reste la propriété de la commune de Montrouge à la suite d'un accord entre celle-ci et le diocèse lors de sa construction.
La structure de l'église était très abîmée, le béton étant victime de la carbonatation du béton. En avril 2013, un chantier de restauration d'un budget de 8 000 000 € est lancé et sa réouverture s'est faite en mars 2016.

### Extérieur
La structure en béton armé et portique articulé, invention de l'ingénieur Eugène Freyssinet, était novatrice pour une église, l'architecte s'inspirant directement de l'église Notre-Dame du Raincy (1922-1923) bâtie par les frères Auguste et Gustave Perret. Les dimensions sont impressionnantes : 57 mètres de long sur 20 mètres de large (13,25 mètres pour la nef et 12,5 mètres pour le chœur) et 20 mètres sous plafond. Compte tenu de la guerre, l'église n'a jamais été terminée et le clocher n'a pas été construit.

### Intérieur
Après la Seconde Guerre mondiale, Robert Rey pour le secrétariat aux Beaux-Arts passe commande aux ateliers de Montparnasse de la Ville de Paris, d'un décor de fresques d'environ 300 mètres carrés, réalisées entre 1947 et 1949, illustrant la vie de saint Jacques. Un collectif d'artistes, dirigé par André Auclair et Robert Lesbounit, réalise le travail de 1947 à 1949. Robert Lesbounit réalise la chapelle de la Vierge, André Auclair assisté de Jean Leduc réalise notamment le grand panneau du chœur (la fresque de la Transfiguration en noir, blanc et gris peinte sur plâtre par André Auclair), et les fresques sont réalisées par un groupe comprenant Jean Leduc, Ipoustéguy, Albert Quéméré (RÜ), Roland Bourigeaud, Jean-Lucien Pêcheux, Jean-Julien Martin, Raymond Sutter… Jean-Julien Martin assisté particulièrement d'Yves Hersent pour les visages réalise les fresques de la chapelle Saint-Joseph tandis que le mur d'en face est réalisé par Ipoustéguy, les vitraux étant des réalisations de Leduc et Sutter.
En parallèle des importants travaux de rénovation et restauration tant intérieurs qu'extérieurs de l'église entrepris par la mairie de Montrouge de 2013 à 2017, l'équipe d'animation pastorale a souhaité renouveler le mobilier de chœur : autel (l'autel en bois utilisé jusqu'alors étant celui de l'église précédente), ambon et sièges de présidence. Le projet a été confié au sculpteur Jean-Jacques Bris, qui dit « jouer sur le contraste entre la matière brute et la feuille d'or sur les faces intérieures, comme si la lumière émanait de la structure elle-même ». Le mobilier est en laiton patiné et feuilles d'or.

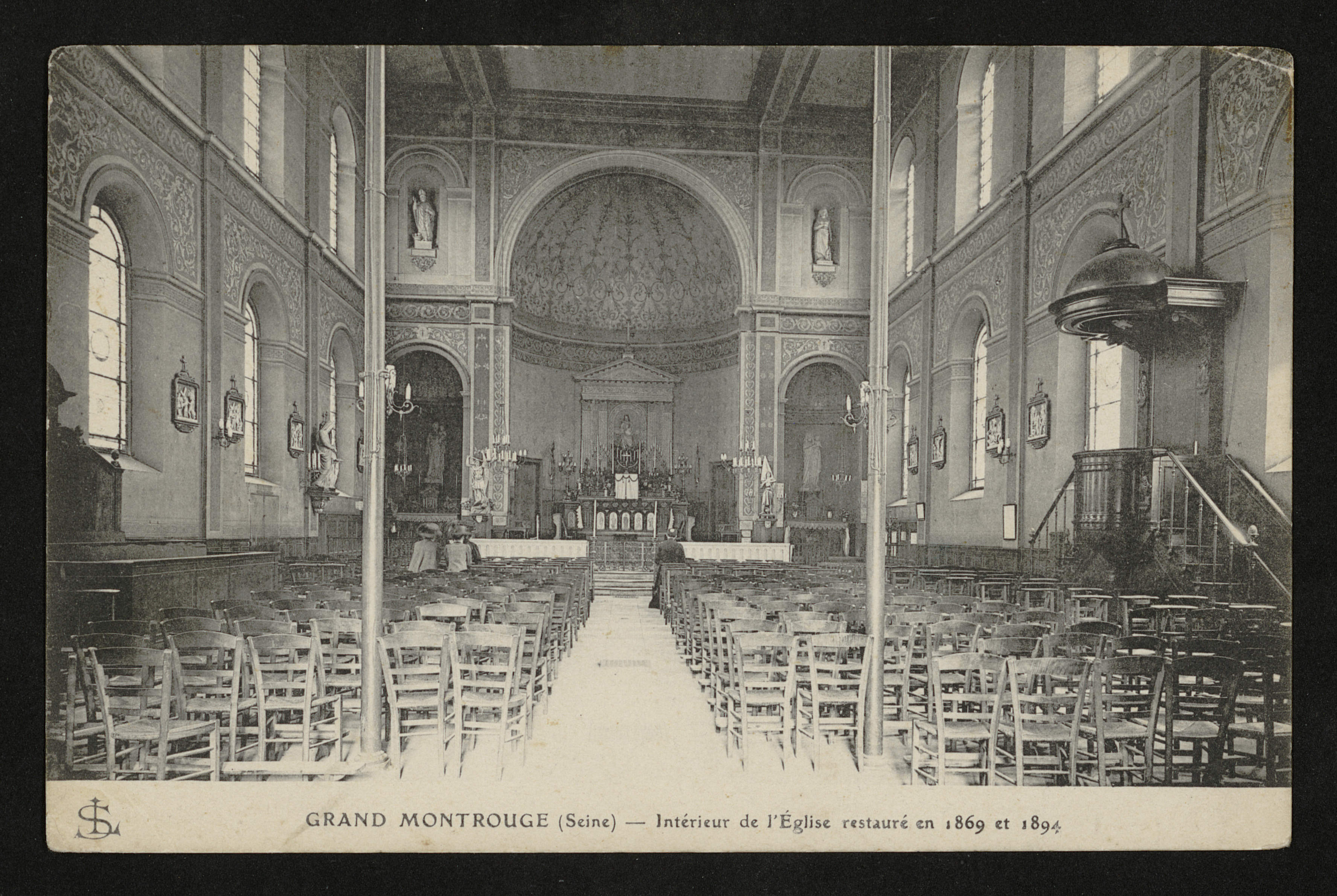
Intérieur de l'église restaurée en 1869 et 1894.
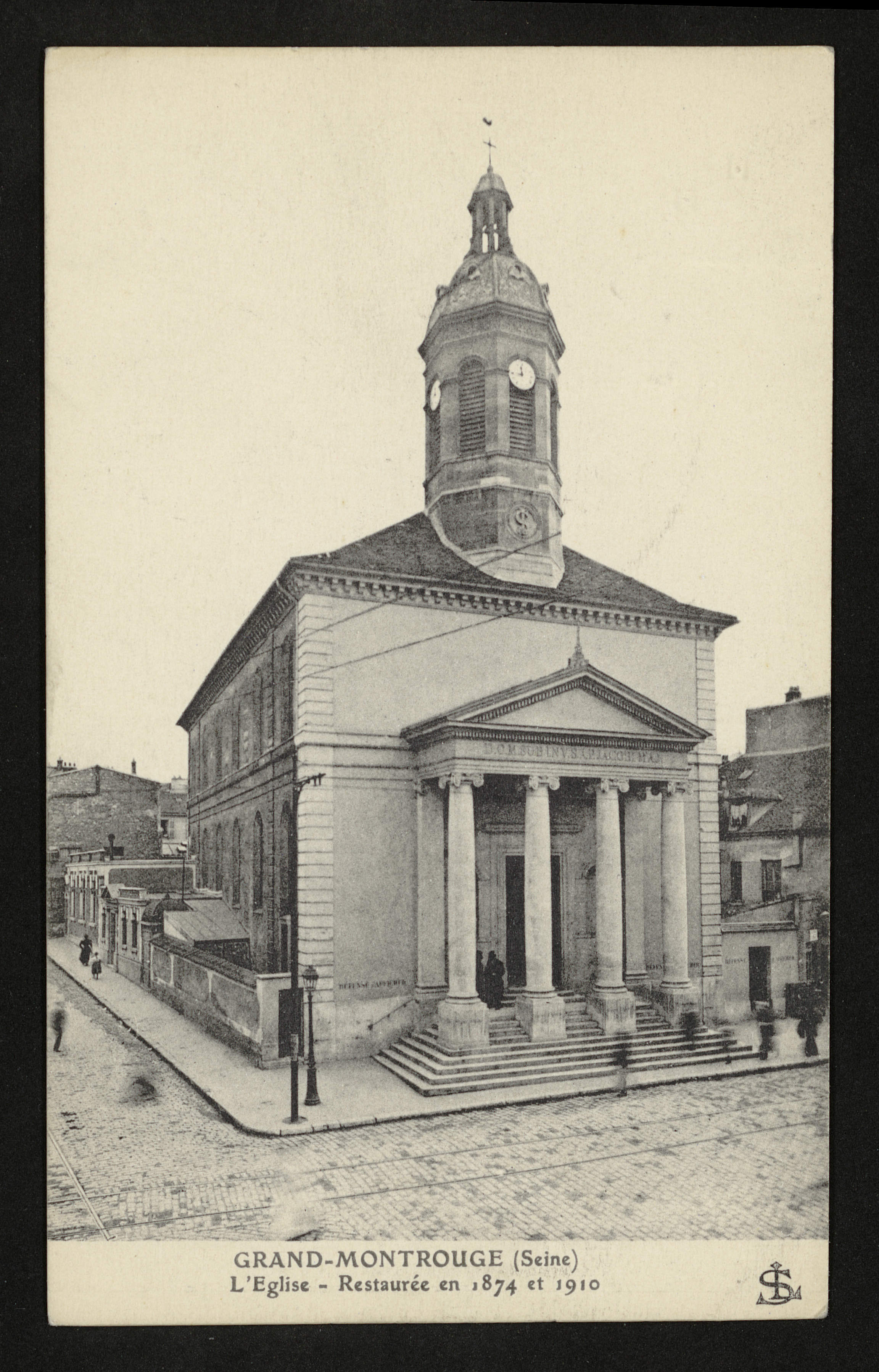
L'église restaurée en 1874 et 1910.
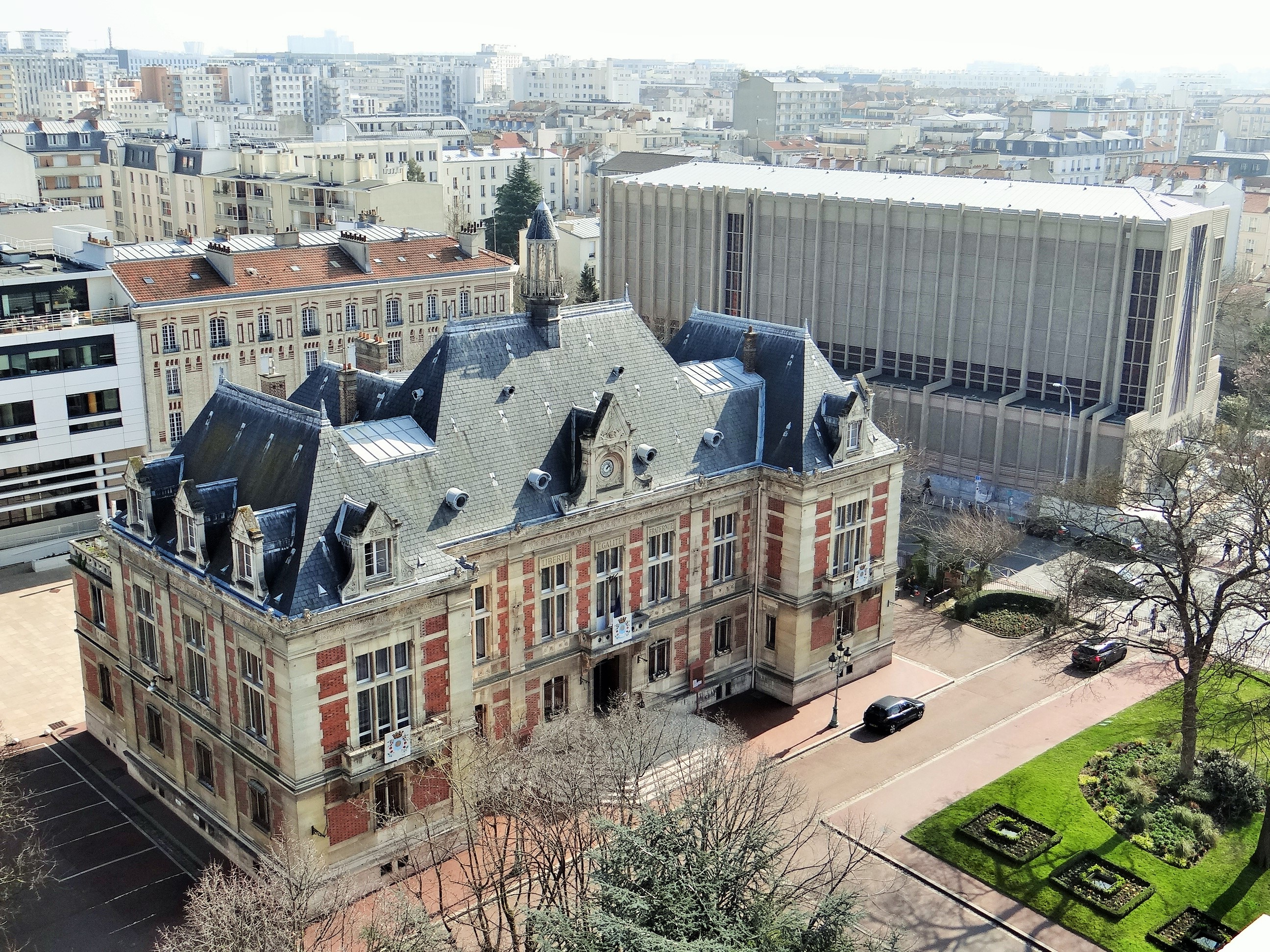
Mairie de Montrouge et église Saint-Jacques en arrière-plan.
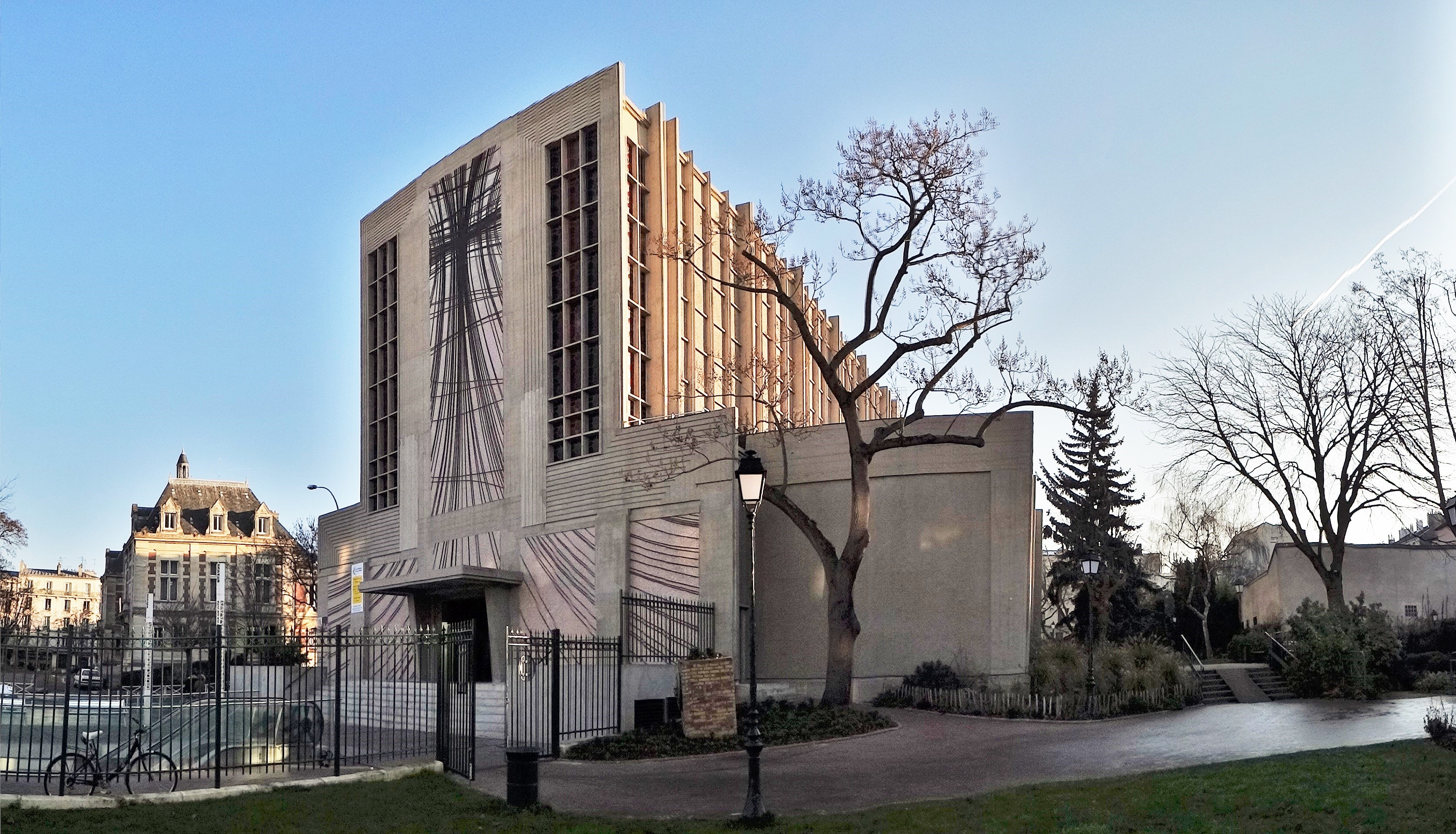
Square Robert-Schuman et église en arrière-plan.

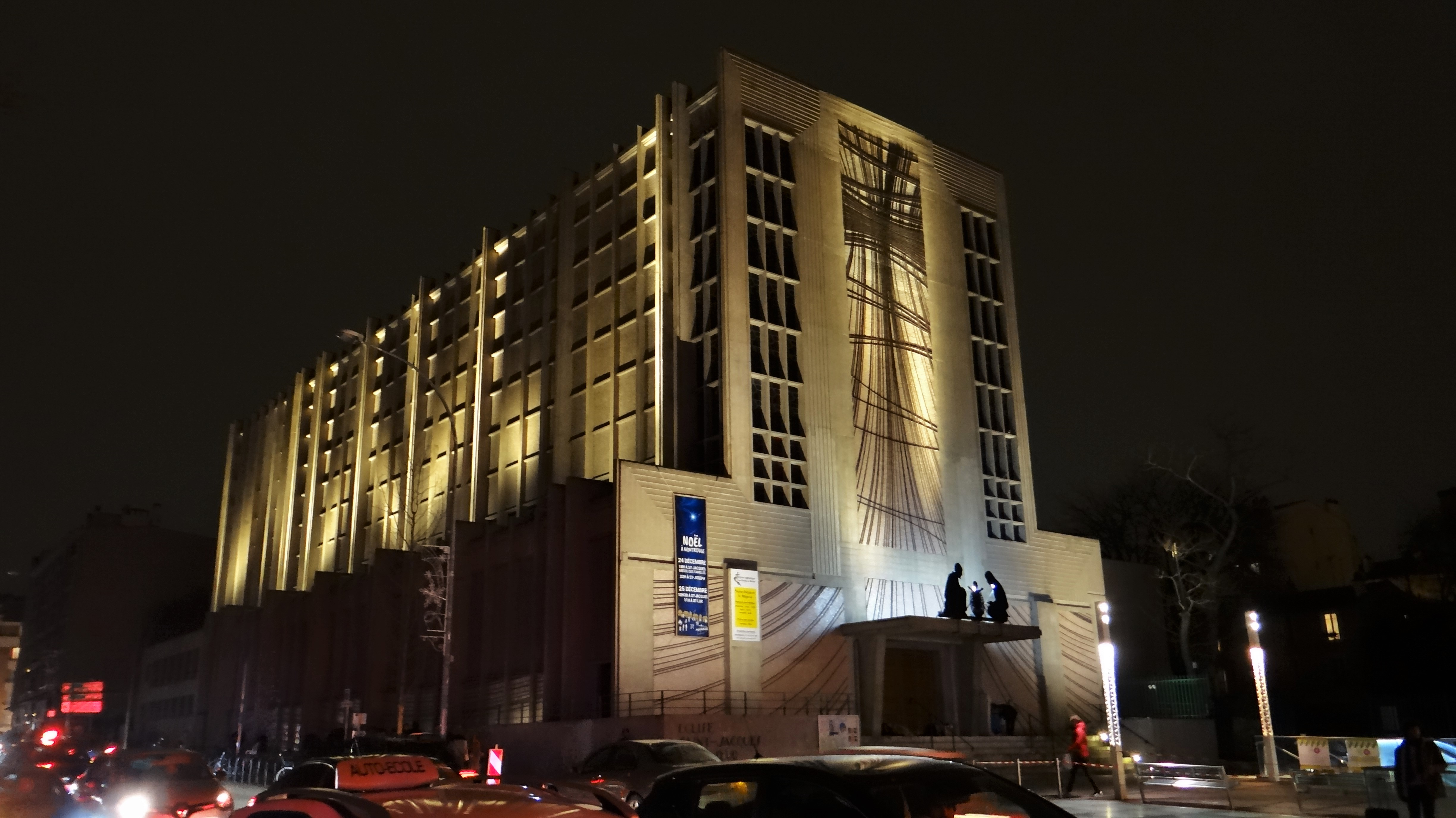
Rue Gabriel-Péri le long de l'église.
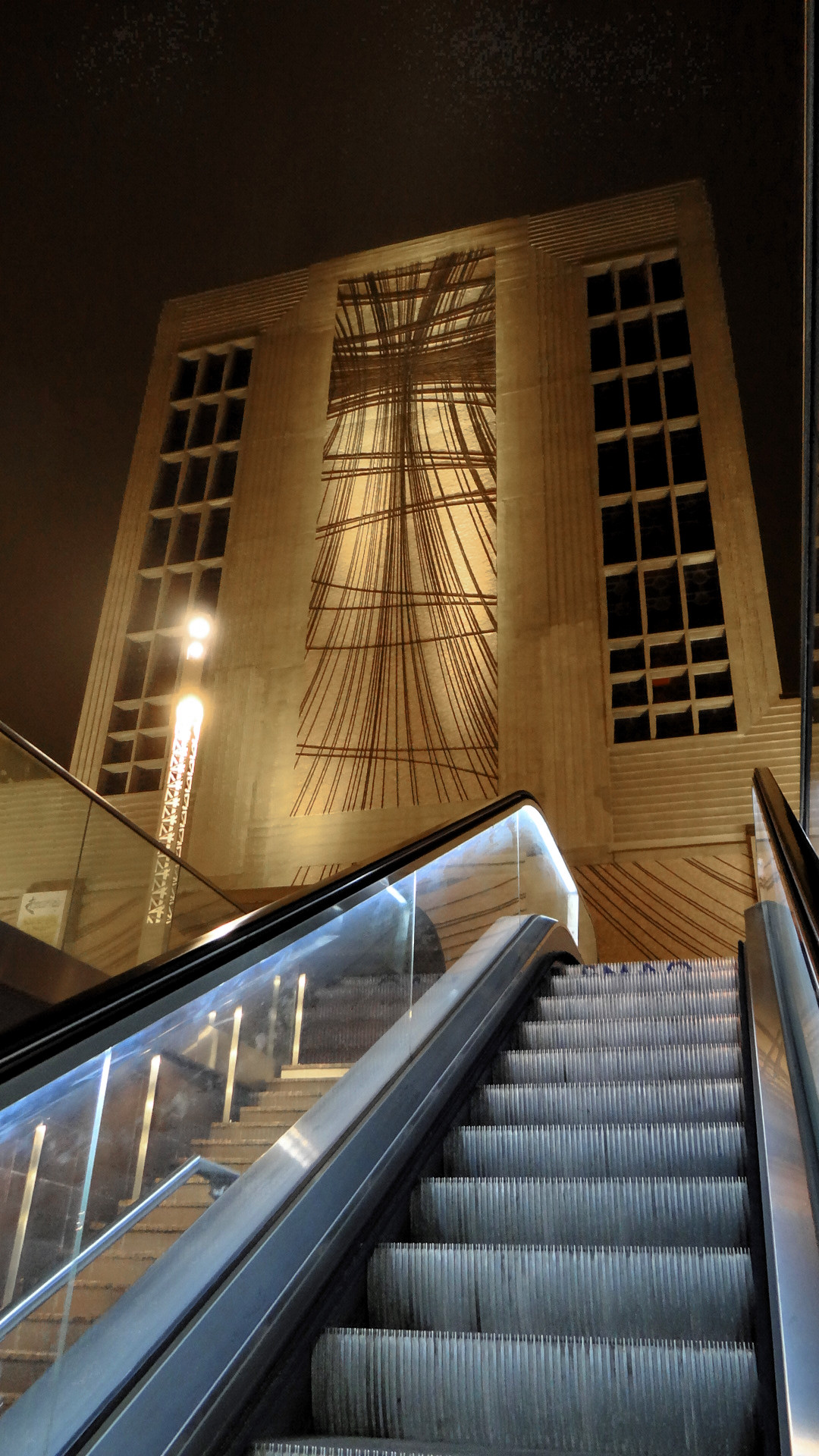
Sortie église Saint-Jacques de la station Mairie de Montrouge.
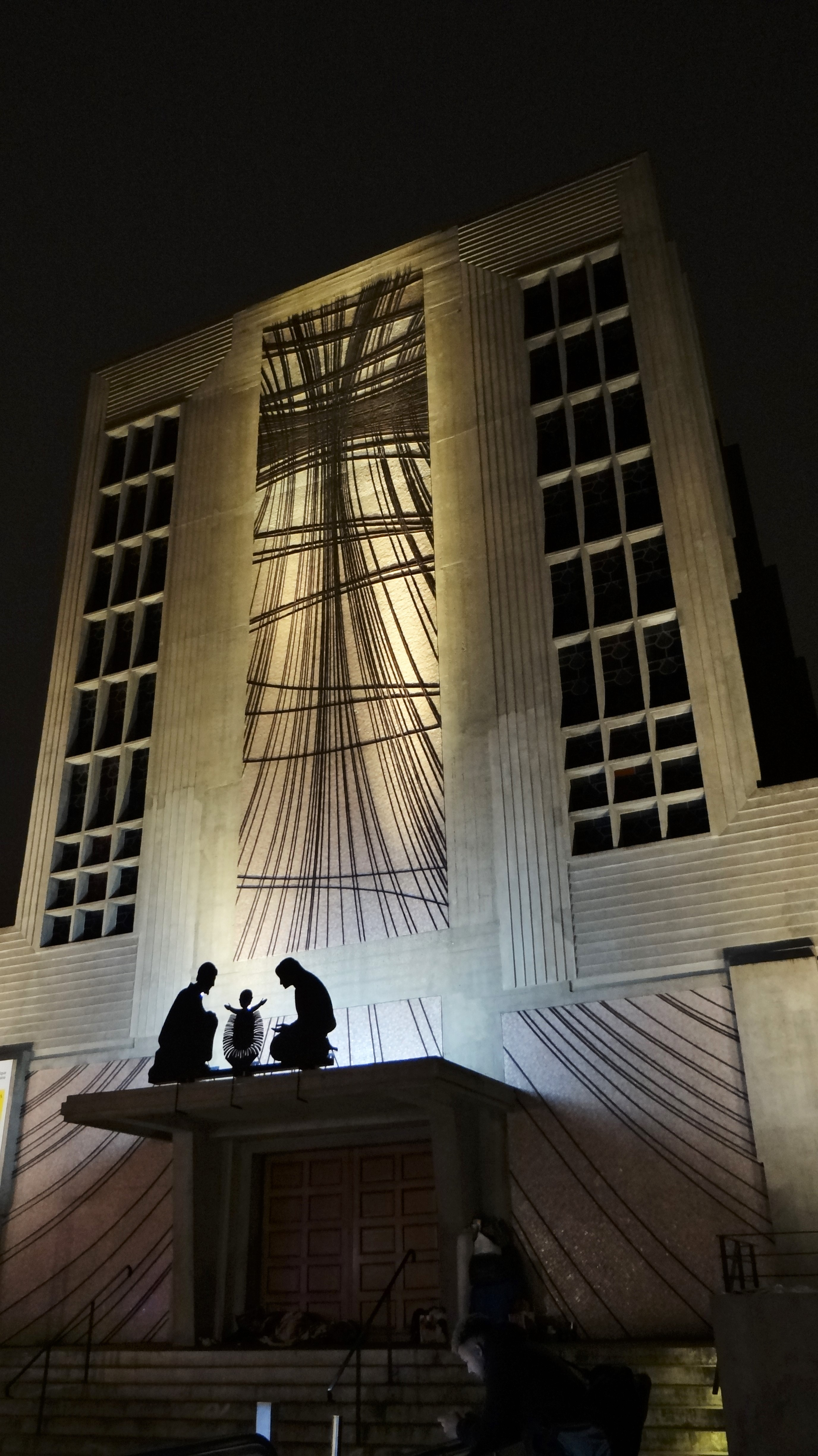
Évocation de la crèche à l'entrée de l'église.
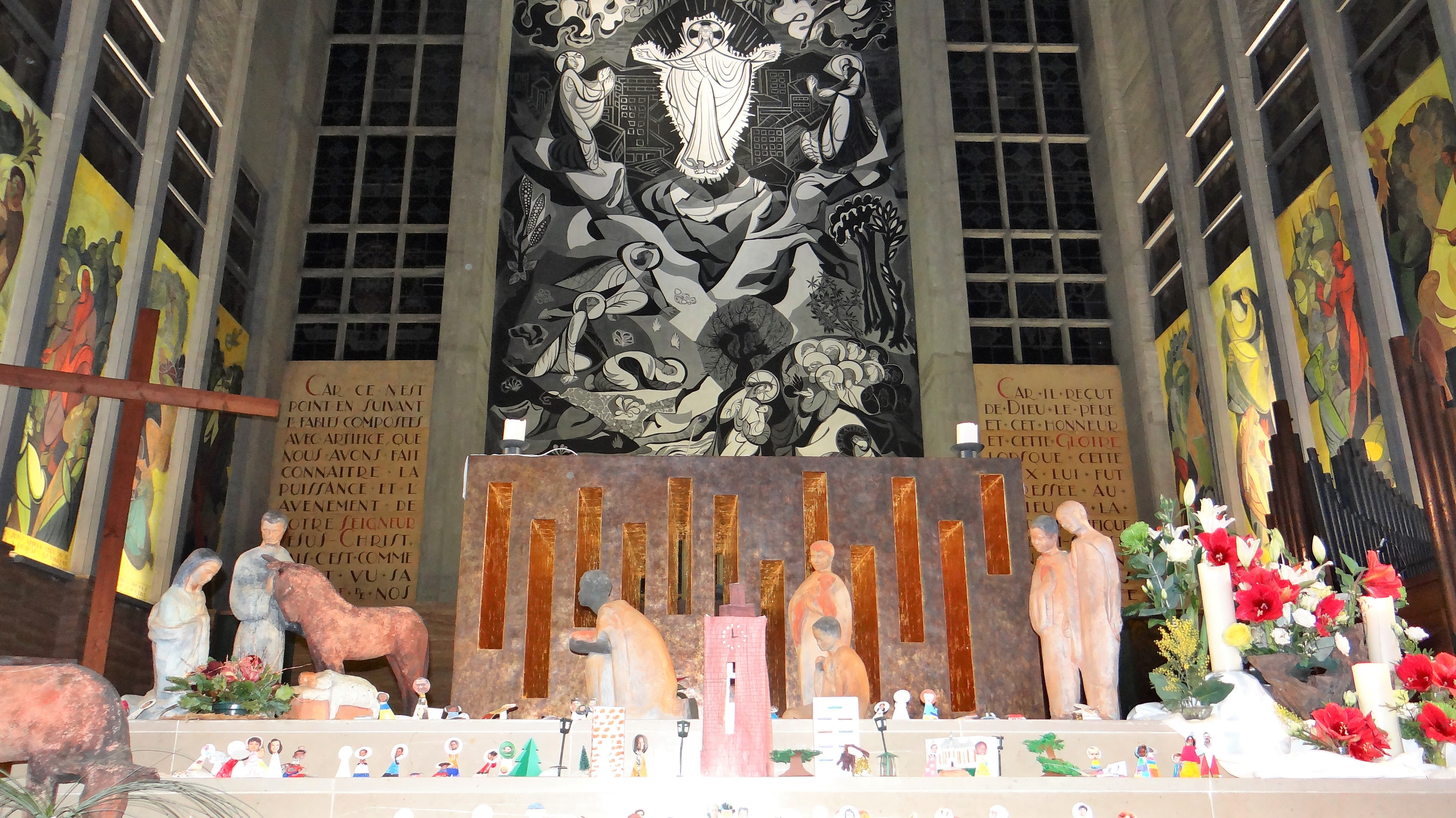
Crèche devant l'autel et en arrière-plan, la fresque de la Transfiguration.

## Le lieu de culte

### Dédicace et reliques
Michel Aupetit, évêque de Nanterre, célèbre la messe de consécration du nouvel autel, le dimanche 27 novembre 2016.
Pour ce nouvel autel, l'Association Fondation David Parou Saint-Jacques remet un fragment de la relique d'Arras de saint Jacques. Lors de la consécration, cette relique a été déposée par Michel Aupetit dans le reliquaire  du nouvel autel qui a été scellé par le sculpteur Jean-Jacques Bris.

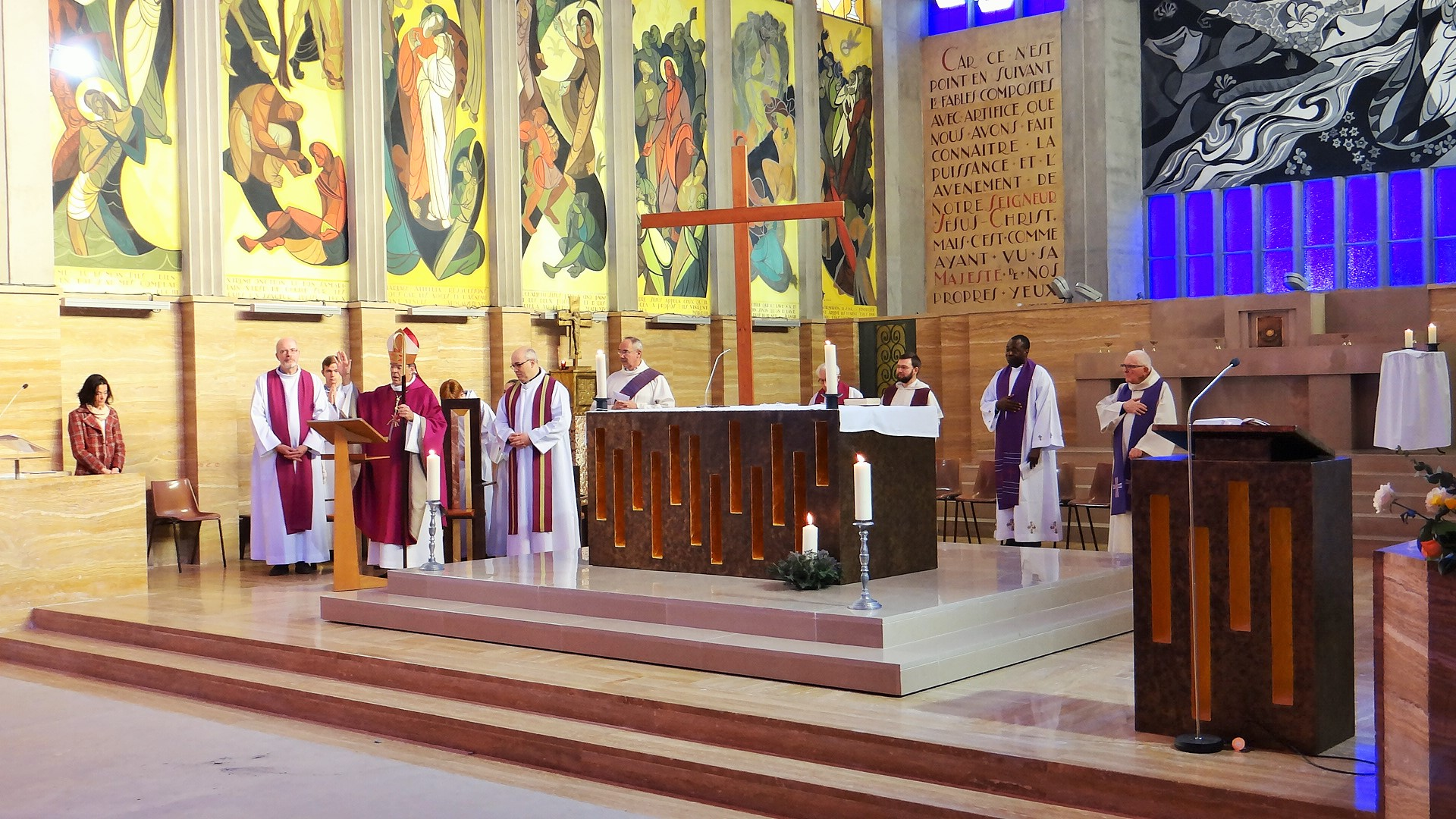
Michel Aupetit lors de la messe de consécration de l'autel.
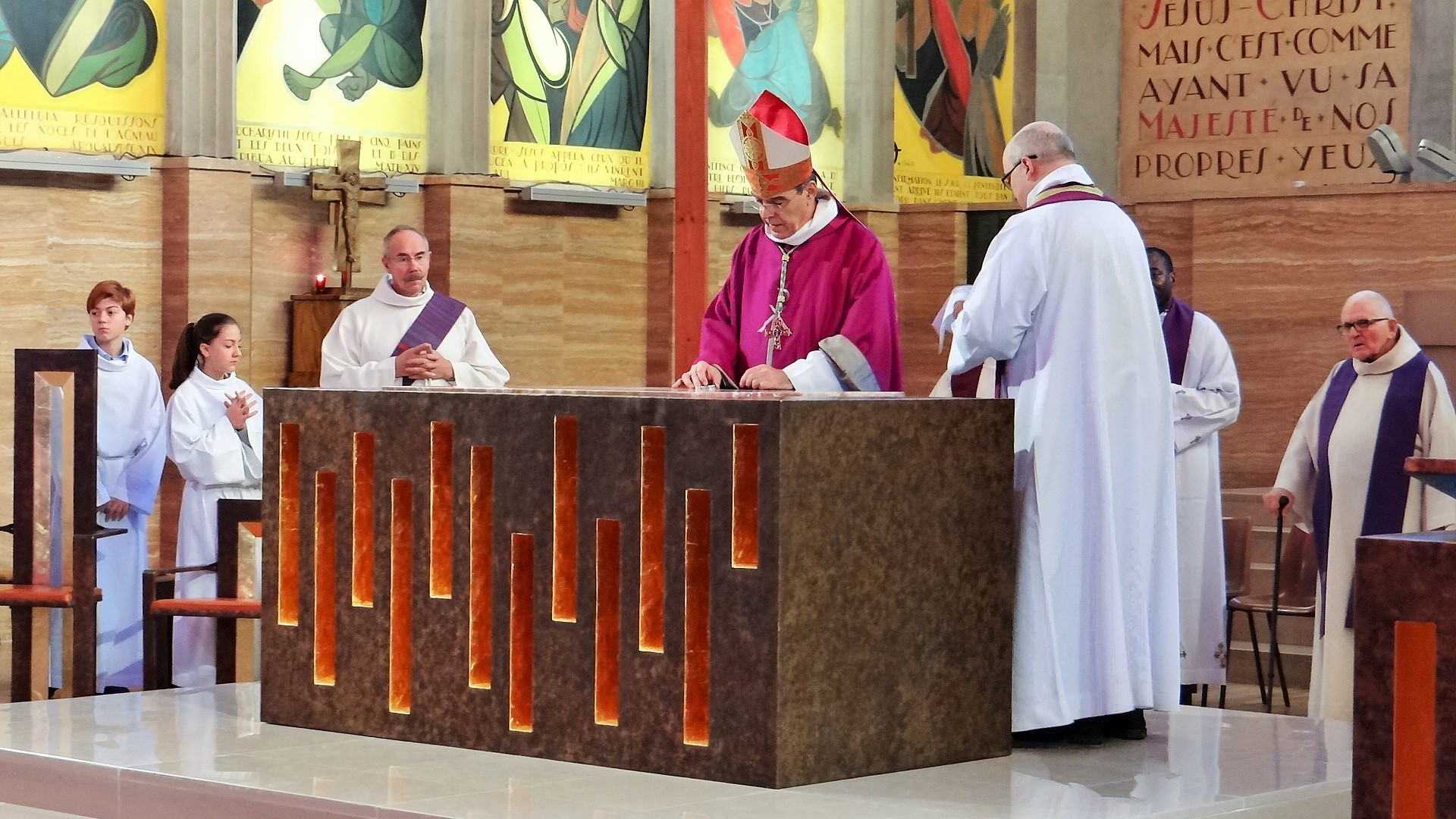
Michel Aupetit déposant la relique de saint Jacques dans l'autel.
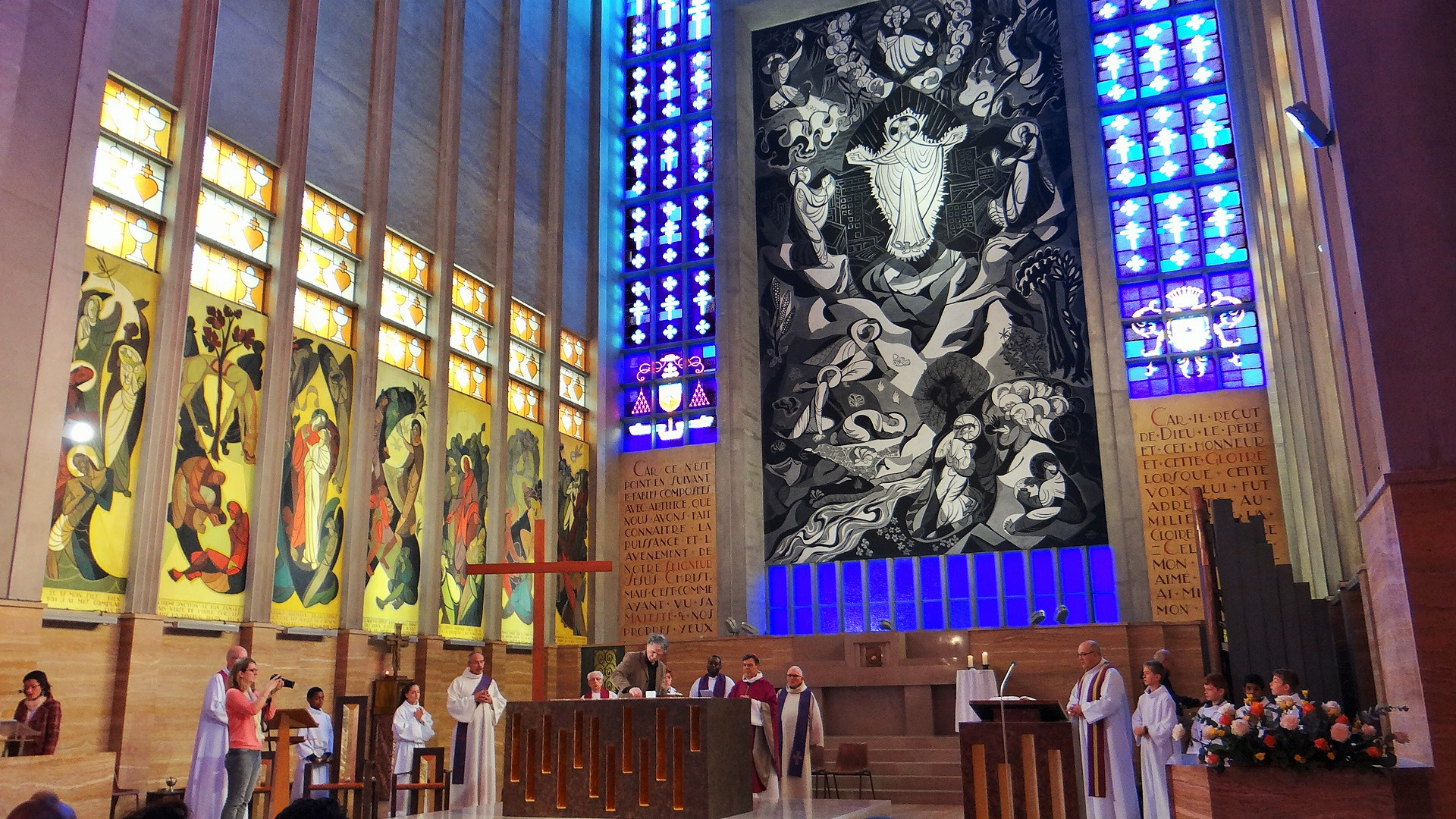
Jean-Jacques Bris scellant la relique de saint Jacques.
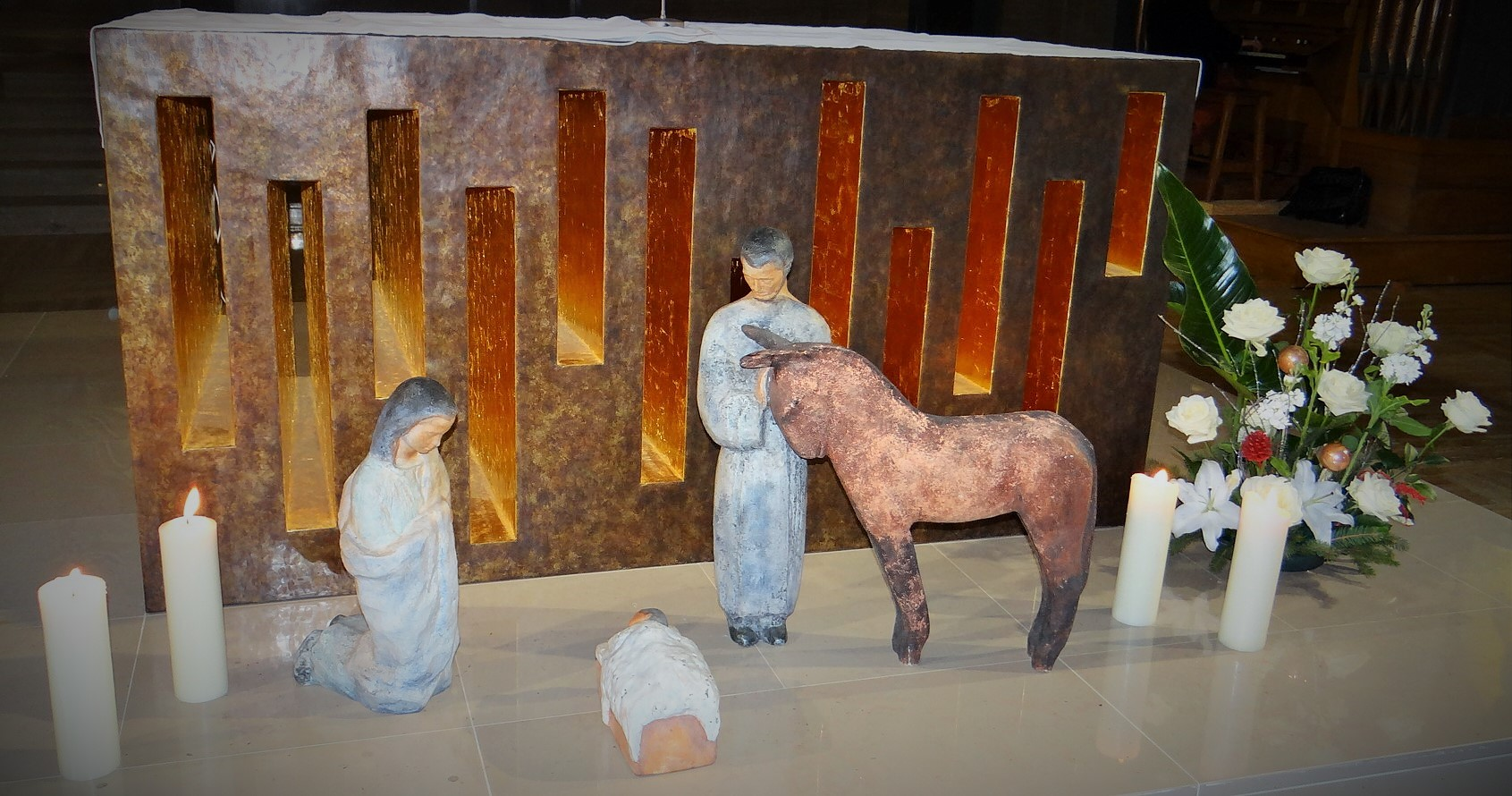
Crèche devant l'autel (Noël 2017).

### Lieu de pèlerinage
L'église Saint-Jacques de Montrouge, celle d’Aubervilliers (à partir du XVIIe siècle, le culte de Jacques le Majeur est associé à celui de la Vierge,) et Saint-Jacques-Saint-Christophe de la Villette sont désignées en 1885 par l’évêque de Paris comme un des trois lieux où peuvent se rendre en pèlerinage ceux qui ne peuvent pas aller à Compostelle.

### La paroisse
L'église Saint-Jacques-le-Majeur est l'un des trois lieux de cultes de la paroisse Sainte Joséphine-Bakhita de Montrouge, avec la chapelle Saint-Luc et l'église Saint-Joseph-Saint-Raymond .

### Liste des curés successifs
L'historique des curés de la paroisse est le suivant : 
- 1807 : M. Lavallée, en poste à cette date[13]
- 1927-1951 : abbé Louis de Boissieu (1874-1963), chanoine honoraire de Paris. Ses obsèques eurent lieu dans cette église le 4 février 1963, il est inhumé dans la sépulture ecclésiastique du cimetière de Montrouge. Curé lors de la construction puis de la bénédiction de la nouvelle église, le 5 décembre 1937[14], ce qui explique la présence des armes des Boissieu à droite dans le vitrail du chœur (à gauche figure le blason du cardinal Verdier).
- Années 1950 : Chanoine Mauroy
- 1973 -  ?  : Pierre Augereau (1918-2000), ancien curé de l'église Saint-Stanislas des Blagis (1968-1973). Ses obsèques eurent lieu dans cette église le 25 mai 2000, il est inhumé au cimetière du Montparnasse.
- Années 1980 : Ronald Cosic
- Années 1990 : Gabriel Pellegrino
- 1998-2007 : Robert Vairon
- 2007-2013 : Philippe Guibard
- 2013-2014 : Pierre Bourdon (prêtre modérateur)
- 2014-2021 : Marc Vacher.
- 09/2021 - 25/12/2024: Marc Ketterer, décédé en fonction, ses obsèques sont célébrés dans l'église le 03 janvier 2025, il est enterré au cimetière de Bois-Colombe.

## Pour approfondir